# Плаваща база за подводници
Плаваща база за подводници – клас рейдови тилови плавателни съдове, предназначени за обслужване на подводници в местата на тяхното базиране и за попълване на техните запаси. Подобен клас кораби има в епохата преди пълномащабното развитие на атомния подводен флот. Плаващите бази се използват не само за попълването на запасите от продоволствие, гориво, боекомплект, но за обслужването на самата подводница, без да се налага тя да се връща в своята постоянна база.
Плаващите бази предоставят преди всичко тази поддръжка, за която самите осигурявани кораби не са приспособени. Основни удобства на плаващите бази са голямото количество каюти за обитаване от подводничарите, които нямат достатъчно удобства на своите кораби, а също така развита техническа база, със складове за резервни части, за гориво и работилници за ремонт.
Плаващата база има следните предимства пред стационарната база на брега:
- при съответното ѝ оборудване тя може да осигури разсредоточаването на подводните сили и тяхното базиране в неприспособени за това места;[1]
- поради компактността на настаняване на личния състав, разположен на плаващата база, по-малко време за подготовка на съединението в случай на бойна тревога.[1]

При усвояване на новите морски театри плаващите бази заменят на екипажите и кея, и хотел, и ремонтната работилница, и място за почивка, и даже могат да се използват като кораби-мишени, за отработване на торпедни атаки. Често на плаващите бази живеели не само подводничарите, а и техните семейства.

## Великобритания
В кралските ВМС този тип кораби се водят „кораб депо за подводници“ (на английски: Submarine depot ship), например HMS Medway и HMS Maidstone.

## Германия
По времето на Втората световна война, независимо от огромното количество подводници, Германия не строи специализирани плаващи бази за подводници. В базите си те имат развита система на брегови съоръжения, а снабдяването в морето се осъществявало от специализирани подводници танкери тип XIV, а също и преоборудвани снабдителни съдове или даже бойни кораби, дори спомагателни крайцер. Един от тях, „Атлантис“, се изплъзва от разконспириране дотогава, докато не получава заповед да предаде част от горивото си и хранителни припаси на подводницата U-126.
Някои тилови дейности се осигуряват от преоборудвани граждански съдове. Например „Вилхелм Густлоф“ е плаваща казарма.
Също са известни случай на предаване на припаси на немски подводници в неутрални води от номинално интернирани немски кораби.

## САЩ
Във флота на САЩ този тип кораби се нарича (на английски: Submarine tender). В годините на Втората световна война в състава на ВМС на САЩ има 19 плаващи бази за подводници, шест от тях са преоборудвани от граждански съдове, останалите са от три специализирани проекта: шест съда от типа „Фултън“, два – тип „Грифин“, четири – тип „Егир“. Една плаваща база, USS Canopus (AS 9), преоборудвана от кораб, строен 1918 г., е потопена 1942 година на Филипините, за да се избегне пленяването ѝ.
Във флота на САЩ и сега има в строй два кораба от този клас: USS Emory S. Land (AS-39) и USS Frank Cable (AS-40). В съответствие с класификацията на корабите на ВМС на САЩ те носят индекса „AS“.

## СССР и Русия
Първите плаващати бази в Руския императорски флот се появяват заедно с първите подводници. Ако в Балтийския флот не съществуват особени проблеми с базирането на подводниците, то корабите на Сибирската флотилия (базирани в Далечния изток) са в пълна зависимост от тиловите съдове на обезпечение.
Потребността от плаващи бази става особено остра в началото на 1930-те години, когато подводните сили на съветските ВМС растат с ударни темпове, същевременно без да се променя съществено обслужващата инфраструктура.
През 1930-те години учебно-строевото управление на ВМС създава тактико-техническо задание за създаването на проект за плавбази специализирана постройка, които да имат водоизместимост 5000 тона и да носят всичко необходимо за базирането на шест големи или осем средни, или дванадесет малки подводници, вкл. голям брой каюти, редица специализирани работилници, даже и хранилище за 48 торпеда. Строителството на тези кораби така и не започва, поради прекомерната натовареност на всички мощности със строеж на бойни кораби.
Вследствие на това по време на Втората световна война съветските подводници се обслужват от преоборудвани кораби, които нямат всичко необходимо и често самите е трябвало да бъдат ремонтирани и обслужвани от екипажите на подводниците.
Необходимостта от разсредоточено базиране на флота в епохата на ядреното противостояние води, в след военните времена, до създаването на голямо количество плаващи бази за подводници. Първият следвоенен тип съветска плаваща база за дизелови подводници стават корабите от проект 310, по който от 1958 до 1963 г. са построени седем плаващи бази.
В периода 1962 – 1968 са построени седем несамоходни плаващи бази от проект 1821, предназначени за обслужване на две атомни подводници от първо поколение. Следващият тип съветски плаващи бази са проект 1886 – те са самоходни и на тях за първи път е подсигурено базиране на хеликоптер Ка-25. Като цяло за периода от 1963 до 1972 година по този проект са построени девет плаващи бази. По-късно, заради разширяването на системата от бази, актуалността в строителството на нови плаващи бази намалява и строежът им е преустановен.
Военноморският флот на Руската Федерация утилизира всички кораби от този клас, наследени от СССР (проекти 310, 1821 и 1886).